# Petrorossia consobrina
Petrorossia consobrina är en tvåvingeart som beskrevs av Wray Merrill Bowden 1964. Petrorossia consobrina ingår i släktet Petrorossia och familjen svävflugor.
Artens utbredningsområde är Ghana. Inga underarter finns listade i Catalogue of Life.